# Jophi Ries
Jophi Ries (* 13. Dezember 1959 in Hamburg) ist ein deutscher Schauspieler und Regisseur.

## Leben
Nach dem Abitur arbeitete Ries während diverser Bühnenshows mit Udo Lindenberg als Regieassistent bei dessen Tourneen.
Von 1982 bis 1986 studierte er Schauspiel am Herbert Berghof Studio (HB Studio) in New York, unter anderem mit Uta Hagen, Herbert Berghof, William Hickey und Mike Nichols. Seit 1986 ist er als freier Schauspieler tätig.
Sein erster größerer Auftritt war 1988 in der Fernsehreihe Tatort (Programmiert auf Mord) und dem Kinofilm Beim nächsten Mann wird alles anders. Von 1992 bis 1994 spielte er in der ARD-Serie Der Fahnder die durchgehende Serienhauptrolle des verdeckten Ermittlers Gregor „Solo“ Solomon. 1991 spielte er eine Hauptrolle im Kinofilm Manta – Der Film. Eine weitere Hauptrolle hatte er von 1995 bis 1999 in der ZDF-Serie Der Kapitän mit Robert Atzorn. Danach folgte ab 1997 die Hauptrolle in der ZDF-Serie Die Mordkommission und 1999 eine Hauptrolle in der Serie Die Zielfahnder. Von 2000 bis 2004 spielte er zudem eine Hauptrolle als Jochen Overbeck (Vater von Fiete und Vivi sowie Ehemann von Anne Overbeck) in der Kinder- und Jugendserie Die Pfefferkörner.
Von 2003 bis 2011 spielte Jophi Ries den Hauptkommissar „Frank Hansen“ in der ZDF-Serie SOKO Köln. 2015 folgte die Vorabendserie Unter Gaunern.
Neben seiner Tätigkeit als Schauspieler realisierte Jophi Ries einige Kurzfilme als Regisseur. Sein Kurzfilm Immer mit Nadja Tiller und Walter Giller, den er auch selber produzierte, wurde für den Deutschen Kurzfilmpreis nominiert und wurde auf über 40 Filmfestivals gezeigt.
2015 führte er bei dem ZDF-Film Ein Sommer auf Lanzarote Regie und 2016 bei der Cecelia-Ahern-Verfilmung Ein Moment fürs Leben. Es folgten weitere Regiearbeiten bei Ein Sommer auf Mykonos (2020) und Ein Sommer auf Elba (2021). 2021 verfilmte er den Roman Verschieben wir es auf morgen von Miriam Maertens unter dem Titel Die Luft zum Atmen. Der Film hatte seine Premiere auf dem Hamburger Filmfest.
Jophi Ries ist Mitglied der Deutschen Filmakademie. Er lebt mit seiner Schweizer Ehefrau Regula Grauwiller, die ebenfalls Schauspielerin ist, und ihren drei Kindern (geboren 2000, 2002 und 2004) in Liestal (Kanton Basel-Landschaft).

## Filmografie
- 1984: Jakob und Adele (Fernsehserie)
- 1986: Stammheim
- 1987: Peng! Du bist tot!
- 1988: Tatort: Programmiert auf Mord (Fernsehreihe)
- 1988: Linie 1
- 1989: Beim nächsten Mann wird alles anders
- 1989–1997: SOKO 5113 (Fernsehserie, drei Folgen)
- 1989: Die Schwarzwaldklinik (Fernsehserie)
- 1989: Großstadtrevier (Fernsehserie)
- 1989: Der Leibwächter (TV-Film)
- 1990: Praxis Bülowbogen (Fernsehserie)
- 1990: Hotel Paradies (Fernsehserie)
- 1990: Schlösser (TV-Film)
- 1991: Go Trabi Go
- 1991: Manta – Der Film
- 1992: Böse Datteln (Kurzfilm)
- 1992: Herr Ober!
- 1992: Liebe auf Bewährung (Familienserie)
- 1992: Unsere Hagenbecks (Fernsehserie)
- 1992: Wir Enkelkinder
- 1993: Stalingrad
- 1993–1995: Der Fahnder (Fernsehserie)
- 1993: Abgeschminkt!
- 1993: Maus und Katz (TV-Film)
- 1994: Dinner for Two (Kurzfilm)
- 1994: Ahoi (Kurzfilm)
- 1994: High Crusade – Frikassee im Weltraum
- 1995: Blutsbrüder (Kurzfilm)
- 1995: Der Mann, der Angst vor Frauen hatte
- 1995: Ausgestorben (Kurzfilm)
- 1995: Die Flughafenklinik (Fernsehserie)
- 1995: Der Leihmann
- 1996: Ausflug in den Schnee (Kurzfilm)
- 1997: Geisterjäger John Sinclair: Die Dämonenhochzeit (TV-Film)
- 1997: Still Movin’
- 1997–2000: Der Kapitän (Fernsehserie)
- 1997: Joy Fieldings Mörderischer Sommer (TV-Film)
- 1997: Ende einer Leidenschaft (TV-Film)
- 1998: Frau zu sein bedarf es wenig (TV-Film)
- 1998: Die Straßen von Berlin (Fernsehserie)
- 1998: Mammamia (TV-Film)
- 1998: Der Clown (Fernsehserie)
- 1998–2000: Mordkommission (Fernsehserie)
- 1999: Jimmy the Kid
- 1999: Stan Becker – Echte Freunde (TV-Film)
- 1999: Der letzte Zeuge (Fernsehserie)
- 1999: Nicht ohne meine Eltern (TV-Film)
- 2000–2004: Die Pfefferkörner (Fernsehserie)
- 2001: Hand in Hand (TV-Film)
- 2001: Bella Martha
- 2001: Ein Teenager flippt aus (TV-Film)
- 2002: Geld macht sexy (TV-Film)
- 2002: S.O.S. Barracuda (Fernsehserie)
- 2002: Im Visier der Zielfahnder (Fernsehserie)
- 2002: Tatort: Bienzle und der süße Tod
- 2002: Medicopter 117 – Jedes Leben zählt (Fernsehserie)
- 2002: Donna Leon – In Sachen Signora Brunetti (Fernsehreihe)
- 2003: Dann kamst du (TV-Film)
- 2003–2011: SOKO Köln (Fernsehserie)
- 2003: Der Bulle von Tölz: Malen mit Vincent
- 2003: Nicht ohne meinen Anwalt (Fernsehserie)
- 2003: Novaks Ultimatum (TV-Film)
- 2003: Wolffs Revier (Fernsehserie)
- 2004: Die fremde Frau (TV-Film)
- 2012: Notruf Hafenkante: Leben daneben
- 2013: Der Bergdoktor: Der bessere Tod
- 2015: Unter Gaunern (Fernsehserie)
- 2015: Der Staatsanwalt (Fernsehserie)
- 2015: Alarm für Cobra 11 – Die Autobahnpolizei – Ausgelöscht (Fernsehserie)
- 2016: Ein Sommer auf Lanzarote (Fernsehreihe, Regie)
- 2017: Ein Moment fürs Leben (Fernsehreihe, Regie)
- 2017: Tatort: Söhne und Väter
- 2018: Das Traumschiff – Malediven
- 2018: WaPo Bodensee (Fernsehserie, Folge Verschwunden)
- 2020: Der Bergdoktor – Die Entscheidung
- 2020: Ein Sommer auf Mykonos (Fernsehreihe, Regie)
- 2021: Ein Sommer auf Elba (Fernsehreihe, Regie)
- 2021: Die Luft zum Atmen (Fernsehfilm, Regie)
- 2022: Drift (Fernsehserie, SKY)
- 2025: Nord Nord Mord – Sievers und der tiefe Schlaf (Fernsehreihe)